# 5e bataillon de tirailleurs sénégalais
Pour les articles homonymes, voir 5e bataillon.
Pour le bataillon de tirailleurs sénégalais no 5 et le 5e bataillon mobile de tirailleurs sénégalais, voir Régiment de tirailleurs sénégalais de la Côte d'Ivoire.
Le 5e bataillon de tirailleurs sénégalais (5e BTS) est un bataillon français des troupes coloniales.

## Création et différentes dénominations
- Création du 5e bataillon de tirailleurs sénégalais
- 31/05/1917 : le bataillon reçoit la 2e compagnie du 89e BTS qui vient d'être dissous

## Chefs de corps
Commandant du 5e BTS lors de la bataille de El Herri : Joseph-Eugène Durmelat, né le 11/10/1868, mort au combat (ainsi que plusieurs de ses officiers : Capitaine Pierre Oyaux,
LieutenantJean Aimon, Lieutenant Paul Montaigu, sous-lieutenants Brunet de Lagrange et Defendini, Caporal Meunier, Médecin-Major Joseph Chamontin.)
130 tirailleurs sénégalais ont perdu la vie lors de cette bataille.

## Historique des garnisons, combats et batailles du5eBTS
- 13 novembre 1914 : bataille d'Elhri

## Personnalités ayant servi au bataillon
- Henri Verdier (1910-2002), Compagnon de la Libération.

### Sources et bibliographie
- Mémoire des Hommes